# Owen Wolff
Owen Wolff (ur. 30 grudnia 2004 w Snellville) – amerykański piłkarz pochodzenia filipińskiego występujący na pozycji środkowego lub bocznego pomocnika, od 2021 roku zawodnik Austin FC.
Za sprawą rodziny ze strony matki ma pochodzenie filipińskie. Jego ojciec Josh Wolff i brat Tyler Wolff również są piłkarzami.